# 빈 미술사 박물관

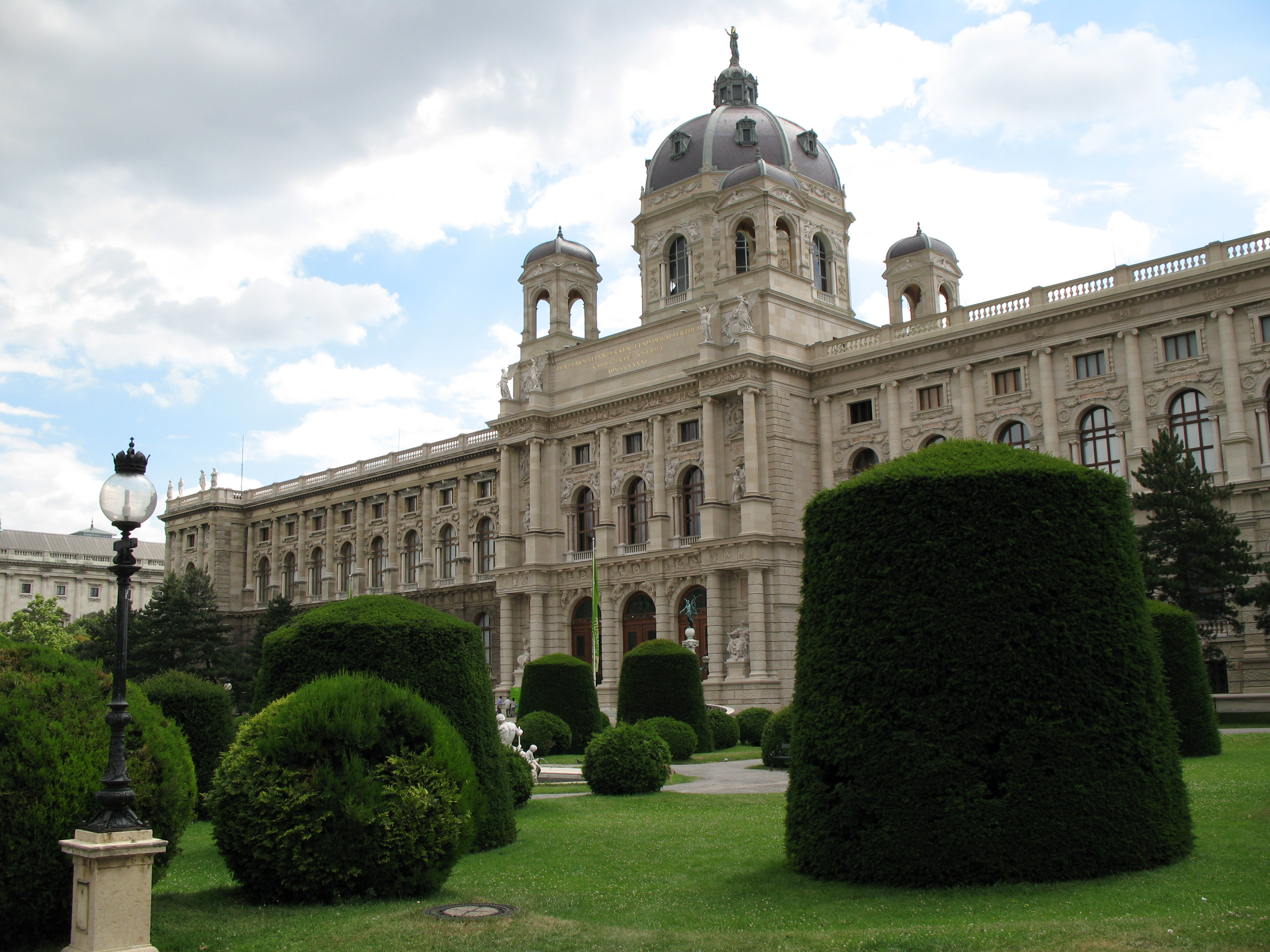
빈 미술사 박물관

빈 미술사 박물관(Kunsthistorisches Museum)은 오스트리아의 빈에 있는 박물관이다. 대대의 오스트리아 황제의 콜렉션을 중심으로 한 총합적인 미술관인데, 현재의 건물은 고트프리트 젬퍼의 설계에 의해 1891년에 개관하였다. 고대, 중세의 조각이나 공예품 등에도 명작이 적지 않지만 뭐니뭐니해도 중심은 회화로서, 질적 수준에서는 유럽 1·2위를 다투고 있다. 내용은 르네상스에서 18세기에 이르는 각파에 걸치고 있는데, 더욱이 <바벨 탑(塔)> <농민의 춤> <눈 속의 사냥꾼> 등을 포함한 브뤼헐의 콜렉션은 세계 제일의 위용을 자랑하고 있다.

## 같이 보기
- 가장 큰 미술관 목록

## 참고 문헌
- 이 문서에는 다음커뮤니케이션(현 카카오)에서 GFDL 또는 CC-SA 라이선스로 배포한 글로벌 세계대백과사전의 내용을 기초로 작성된 글이 포함되어 있습니다.